# 印尼奇蟾魚
印尼奇蟾魚（学名：Allenbatrachus grunniens），為輻鰭魚綱蟾魚目蟾魚科的其中一種，分布於印度西太平洋區，包括馬達加斯加、印度、科威特、斯里蘭卡、緬甸、泰國、柬埔寨鹹水及半鹹水水域，體長可達30公分，為底棲性魚類，廣鹽性，棲息在沿岸、河口或紅樹林區，有毒性。

## 外部連結
印尼奇蟾魚的圖片